# Alfred Wolfsohn
 (avril 2020).
Si vous disposez d'ouvrages ou d'articles de référence ou si vous connaissez des sites web de qualité traitant du thème abordé ici, merci de compléter l'article en donnant les références utiles à sa vérifiabilité et en les liant à la section « Notes et références ».
 (janvier 2024).
Le contenu est difficilement compréhensible vu les erreurs de traduction, qui sont peut-être dues à l'utilisation d'un logiciel de traduction automatique.
Pour les articles homonymes, voir Wolfsohn.
Alfred Wolfsohn, né le 23 septembre 1896 à Berlin et mort le 5 février 1962 à Londres, est un professeur de chant allemand, créateur d'une méthode de développement de la voix connue aujourd'hui sous le nom de méthode du Roy Hart Theatre, du nom d'un disciple d'Alfred Wolfsohn[pas clair].
Alfred Wolfsohn est un pionnier dans le domaine de la recherche vocale ; ses études révèlent le potentiel de la voix non seulement comme instrument d'expression artistique, mais aussi comme instrument de développement personnel et de thérapie. Le but d'Aldfred Wolfsohn est de développer une voix libre, sans chaînes, qu'il appelle « la Voix du Futur ».
Il a pour élève Paula Lindberg, belle-mère de l'artiste peintre Charlotte Salomon, et il figure dans les peintures de cette dernière sous le nom d'Amadeus Daberlohn. 

## Biographie

### Jeunesse
Alfred Wolfsohn naît le 23 septembre 1896 à Berlin, dans une famille juive de la classe moyenne allemande  Ses parents sont croyants, mais pas strictement orthodoxes. Son père meurt de tuberculose quand il a 10 ans. 
Alfred Wolfsohn reçoit une bonne éducation classique, mais est aussi intéressé par le football. Il aime beaucoup que sa mère lui chante une chanson avec une voix aigüe pour un ange et une voix grave pour Saint-Pierre. 
Il entreprend des études de droit à l'université, mais il est mobilisé en 1914. Pendant la Première Guerre mondiale, Alfred Wolfsohn combat  sur le front Est, puis sur le front Ouest. Il est gravement traumatisé par les cris d'agonie de ses camarades et par le fait de ne pas avoir pu aller aider un soldat agonisant. Il revient en état de choc et avec une santé défaillante.
Entre 1919 et 1929, il voyage en Italie et retrouve force et inspiration. De retour en Allemagne, il abandonne ses études de droit et décide de faire du chant. Son manque de progrès avec ses professeurs le pousse à développer sa propre théorie intégrant son amour de la musique, de l'art, de la littérature et les études psychologiques en cours à cette époque (notamment les théories de C.G. Jung).

### Professeur de chant sous la domination nazie (1933-1939)
En 1933, Adolf Hitler et le parti nazi prennent le pouvoir. La discrimination antisémite devient officielle. 
Alfred Wolfsohn commence son premier manuscrit : Orphée ou le chemin vers un masque.
En 1935, alors qu'il cherche à obtenir des attestations lui permettant d'enseigner le chant, il est recommandé par Kurt Singer, directeur de l'opéra de Berlin, qui lui recommande de demander de l'aide à Paula Lindberg, cantatrice célèbre qui a épousé le professeur Albert Salomon[pas clair]. Wolfsohn donne des leçons à Paula Lindberg et lui parle de ses théories sur la voix. Il rencontre Charlotte Salomon et, au cours des années qui suivent, a avec elle de longues conversations sur l'art et la création artistique. Il ne doute pas avoir eu la moindre influence sur elle.[pas clair]
En janvier 1939, peu après la Nuit de Cristal en novembre 1938, Charlotte Salomon quitte l'Allemagne et s'installe en France sur la Côte-d'Azur, où se trouvent déjà ses grands-parents maternels. Un mois plus tard, Alfred Wolfsohn quitte à son tour Berlin pour se réfugier à Londres, avec l'aide d'Alice Croner. Le professeur Albert Salomon et Paula Lindberg se réfugient peu après à Amsterdam, où il réussissent à survivre à la guerre. 

### Réfugié en Grande-Bretagne (1940-1945)
En 1940, pour éviter l'internement, il se porte volontaire pour le Pioneer Corps, mais est rapidement réformé.
En 1943, il obtient la permission de donner des leçons de chants.

### L'après-guerre (1945-1962)
En 1945, Alfred Wolfsohn commence son manuscrit le plus long et le plus complet The Bridge (Le pont).
En 1947, Roy Hart rencontre Alfred Wolfsohn et commence à prendre des leçons.
En 1949,  Alfred Wolfsohn se rend à Amsterdam pour une opération avec le docteur Salomon. Il apprend alors la mort de Charlotte qui a été déportée à Auschwitz en octobre 1943. Mais à cette date, le Dr Salomon ne sait rien des peintures que Charlotte a faites en 1942-1943 en France.
Pendant les années 1950, Wolfsohn a de nombreux élèves. Des articles sont écrits sur sa méthode et des contacts sont pris avec des compositeurs, des musiciens, des acteurs et des écrivains célèbres pour transmettre le travail, mais cela n'aboutit pas à grand-chose.
En 1956, sa plus brillante élève, Jenny Johnson, donne un récital au Hoffnung Music Festival, et obtient d'excellentes critiques. Le disque “Vox Humana” est publié par Folkways aux États-Unis. Un documentaire avec Wolfsohn est diffusé par la BBC. Mais la santé de Wolfsohn continue de se dégrader. 
En 1958, Aldous et Julian Huxley font une visite au studio de Wolfsohn.
En 1959, le travail de Wolfsohn est reconnu par le Docteur Paul Moses, professeur de parole et voix à l'université de Stanford, en Californie.
Il interrompt son enseignement le 26 janvier 1962 ; hospitalisé, il est atteint d'une infection pulmonaire, qui se développe de façon létale et il meurt le 5 février 1962. 
Roy Hart, un de ses étudiants les plus assidus, poursuit son travail.